# Gunnar Ramstedt
Gunnar Olof Ramstedt, född den 8 november 1886 i Stockholm, död den 7 oktober 1961 i Djursholm, var en svensk jurist. Han var son till Johan Ramstedt, måg till Henning Montelius och svärfar till Carl-Edvard Sturkell. 
Ramstedt avlade juris kandidatexamen vid Uppsala universitet 1909. Han blev tillförordnad fiskal i Svea hovrätt 1915, assessor där 1918, ordinarie fiskal 1920, tillförordnad revisionssekreterare 1920, hovrättsråd 1923, biträdde med lagstiftningsuppdrag i Kommunikationsdepartementet 1924, blev revisionssekreterare 1929 och ordförande i Nedre justitierevisionen 1932. Ramstedt var häradshövding i Västernärkes domsaga 1933–1953.  Han var krigsdomare vid Livregementets grenadjärer 1936–1948 och inspektor vid Högre allmänna läroverket för flickor i Örebro 1941–1954. Ramstedt blev riddare av Nordstjärneorden 1926 och kommendör av andra klassen av samma orden 1939. Han vilar på Djursholms begravningsplats.